# Linje B
| Unknown BSicon "tSTRa" |

| Unknown BSicon "tBHF" |

| Unknown BSicon "tBHF" |

| Unknown BSicon "tBHF" |

| Unknown BSicon "tBHF" |

| Unknown BSicon "tBHF" |

| Unknown BSicon "tSTRe" |

| Station on track |

| Station on track |

| Unknown BSicon "tSTRa" |

| Unknown BSicon "tBHF" |

| Unknown BSicon "tBHF" |

| Unknown BSicon "tBHF" |

| Unknown BSicon "tBHF" |

| Unknown BSicon "tBHF" |

| Unknown BSicon "tSTRe" |

| Station on track |

| Station on track |

Paris RER-linje B är en av fem pendeltågslinjer som ingår i RER-systemet i Paris, Frankrike.
Linjen går från de norra slutstationerna i Aéroport Charles de Gaulle och Mitry-Mory till de sydliga slutstationerna i Robinson och Saint-Rémy-lès-Chevreuse. Linje B invigdes  1977 och är sammanlagt 80 km lång och har 47 stationer. Det är en av de mest trafikerade av alla Paris linjer med ca 900 000 passagerare per dag.
I centrala Paris går linjen helt under jord med 5 underjordiska stationer. 

## Galleri

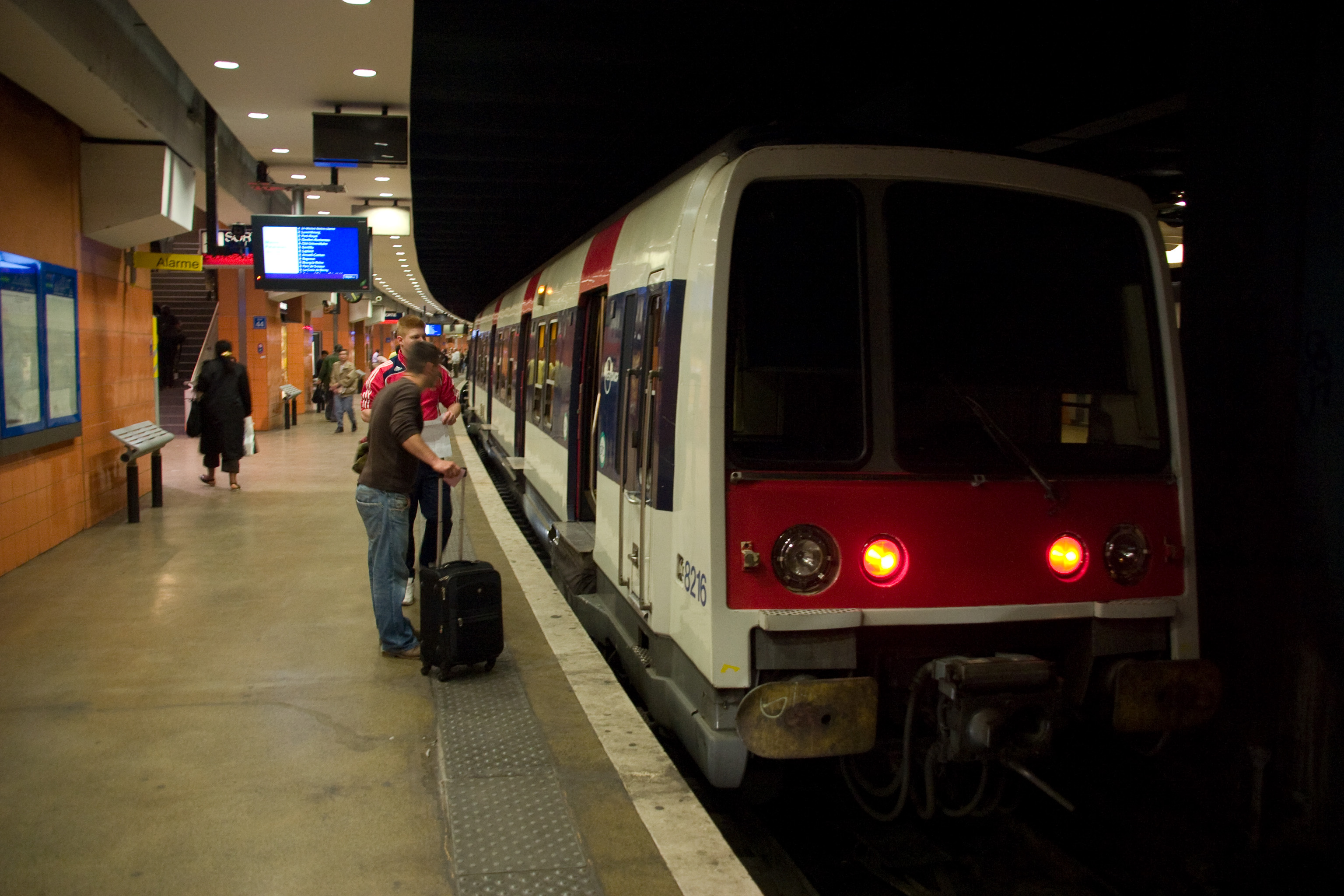
Gare du Nord
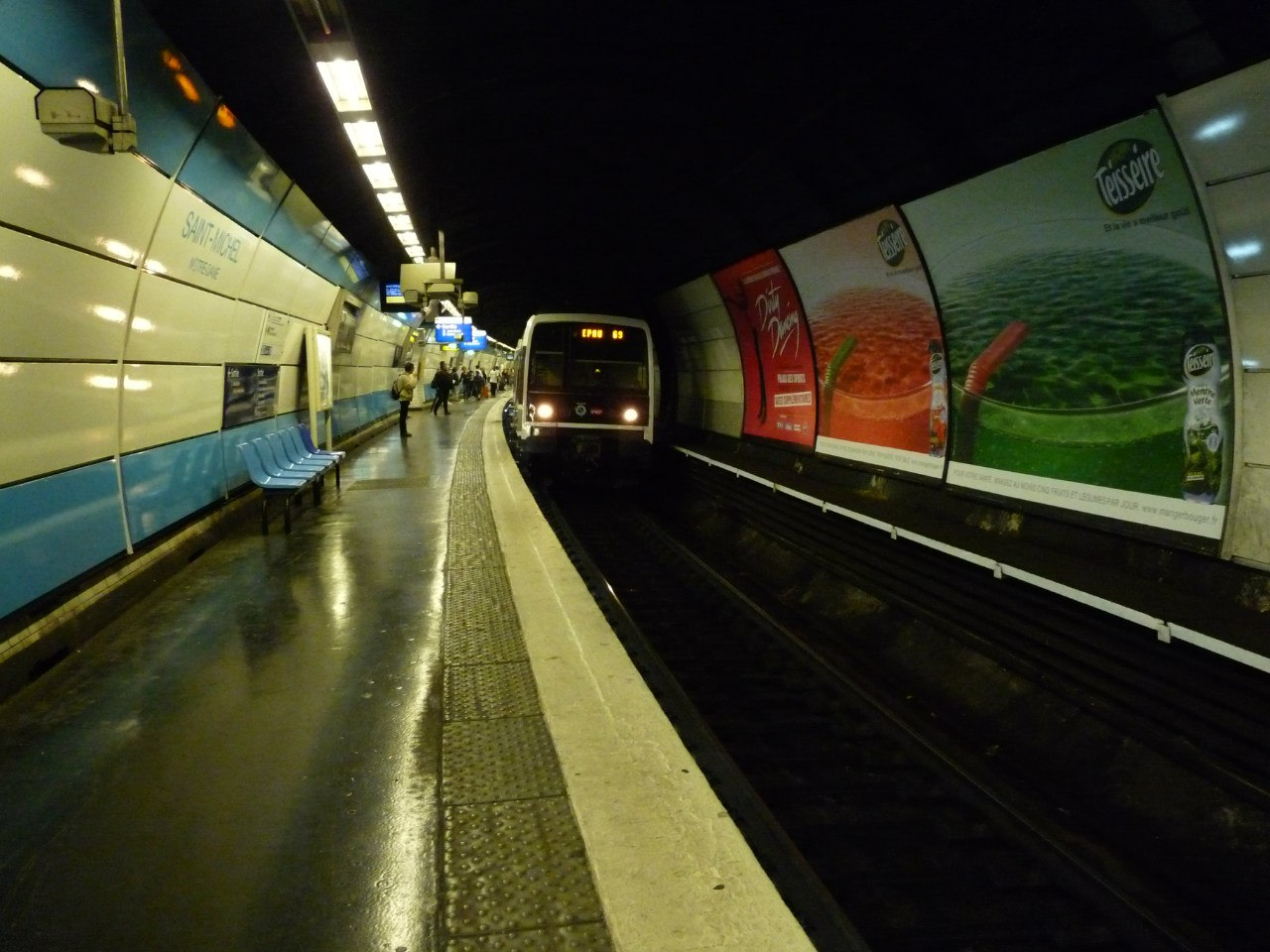
Saint-Michel – Notre-Dame
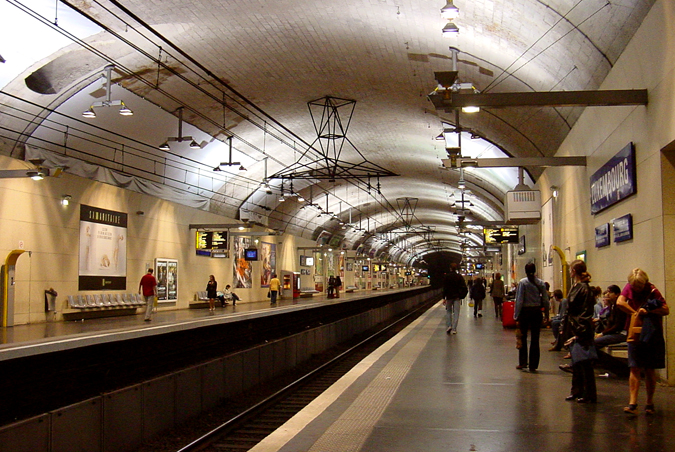
Luxembourg
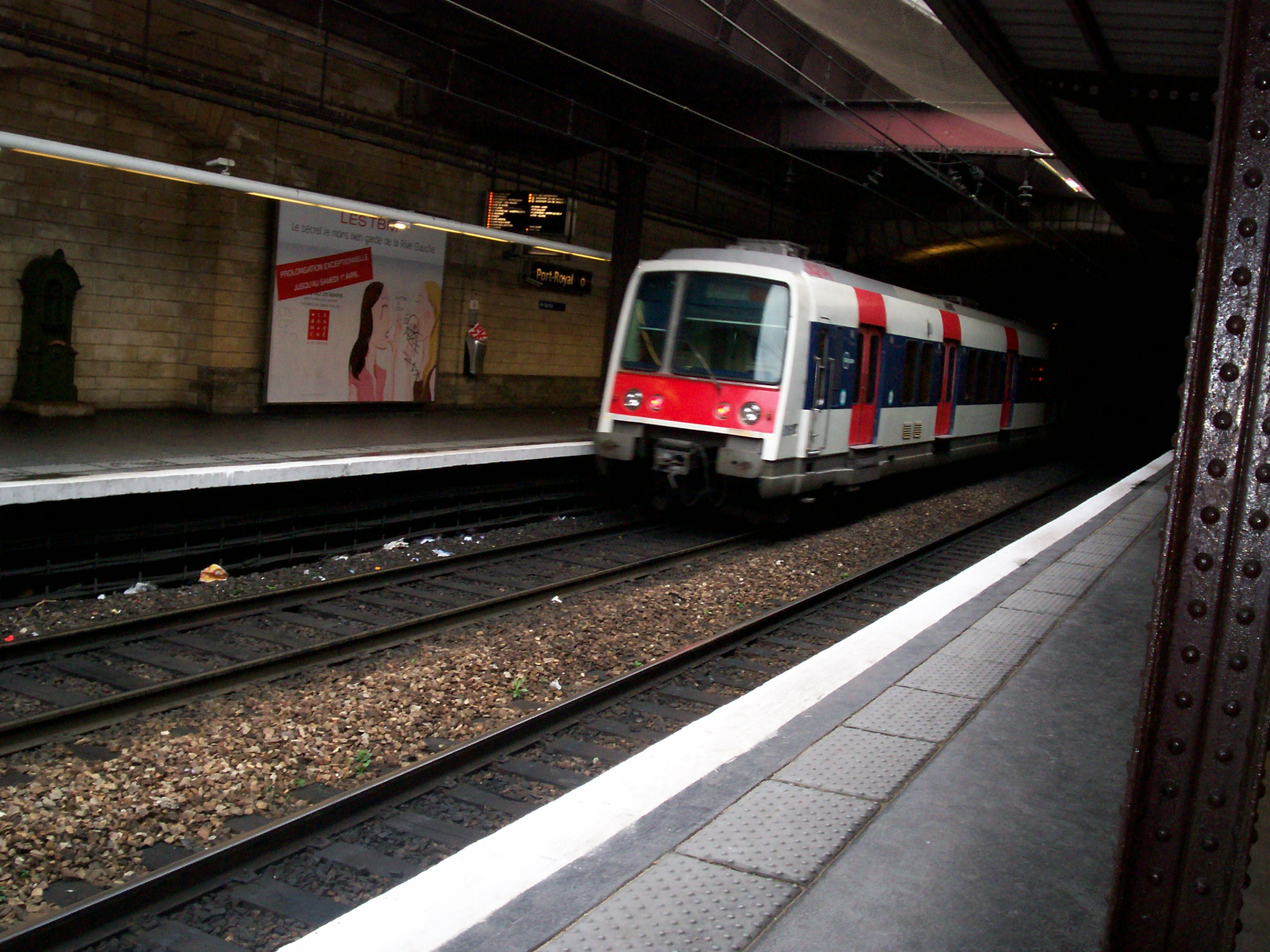
Port-Royal
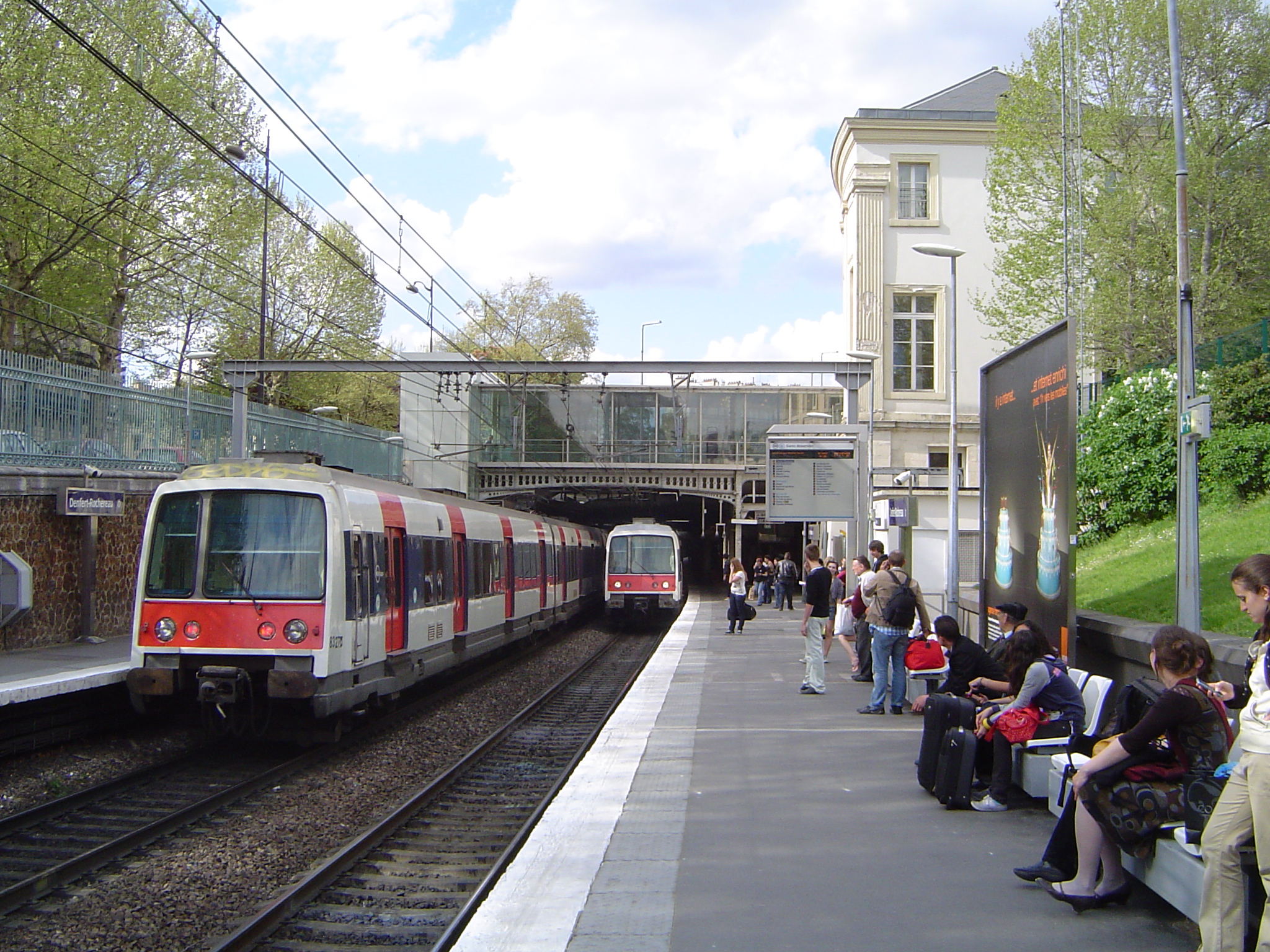
Denfert-Rochereau
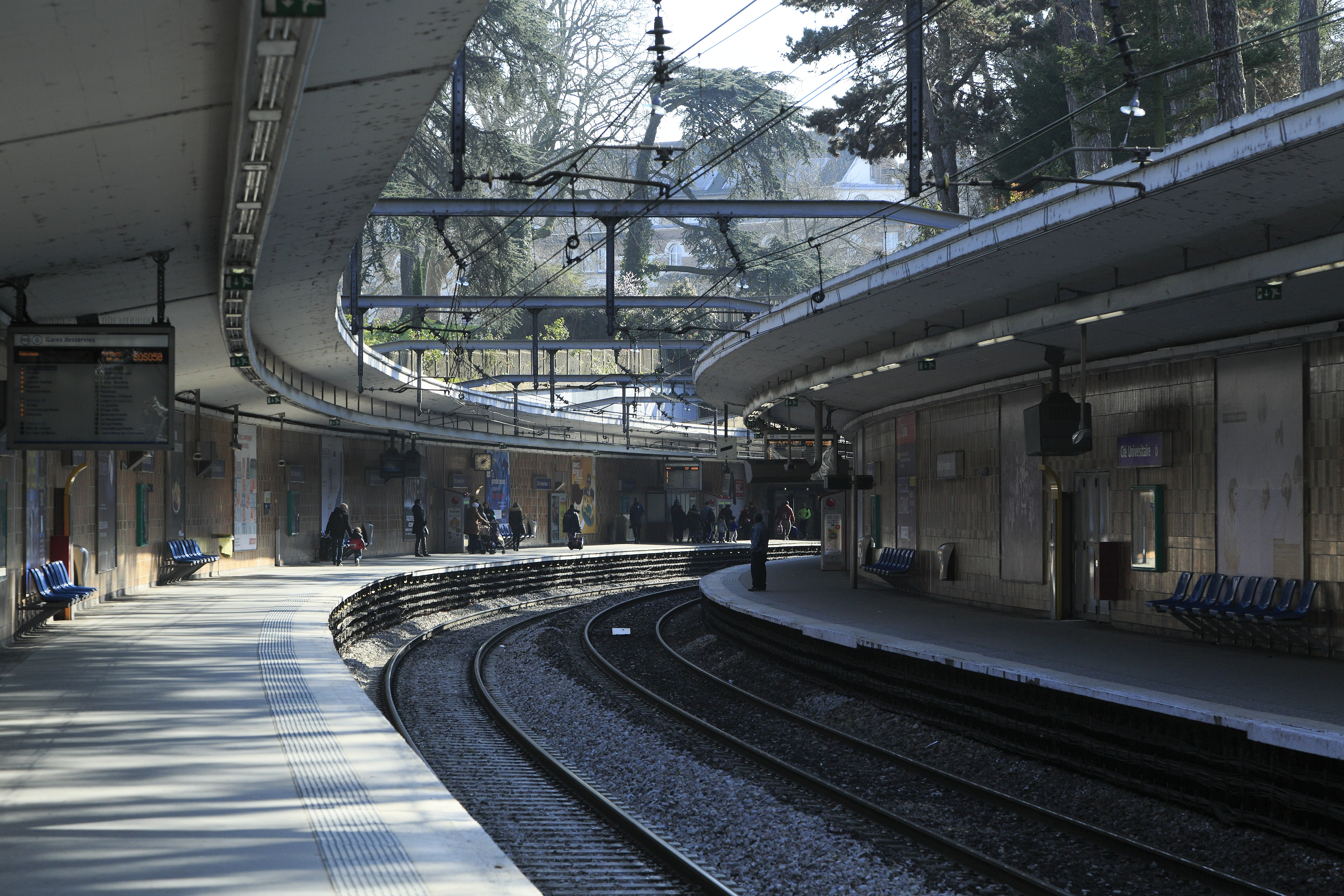
Cité Universitaire